# 田村明

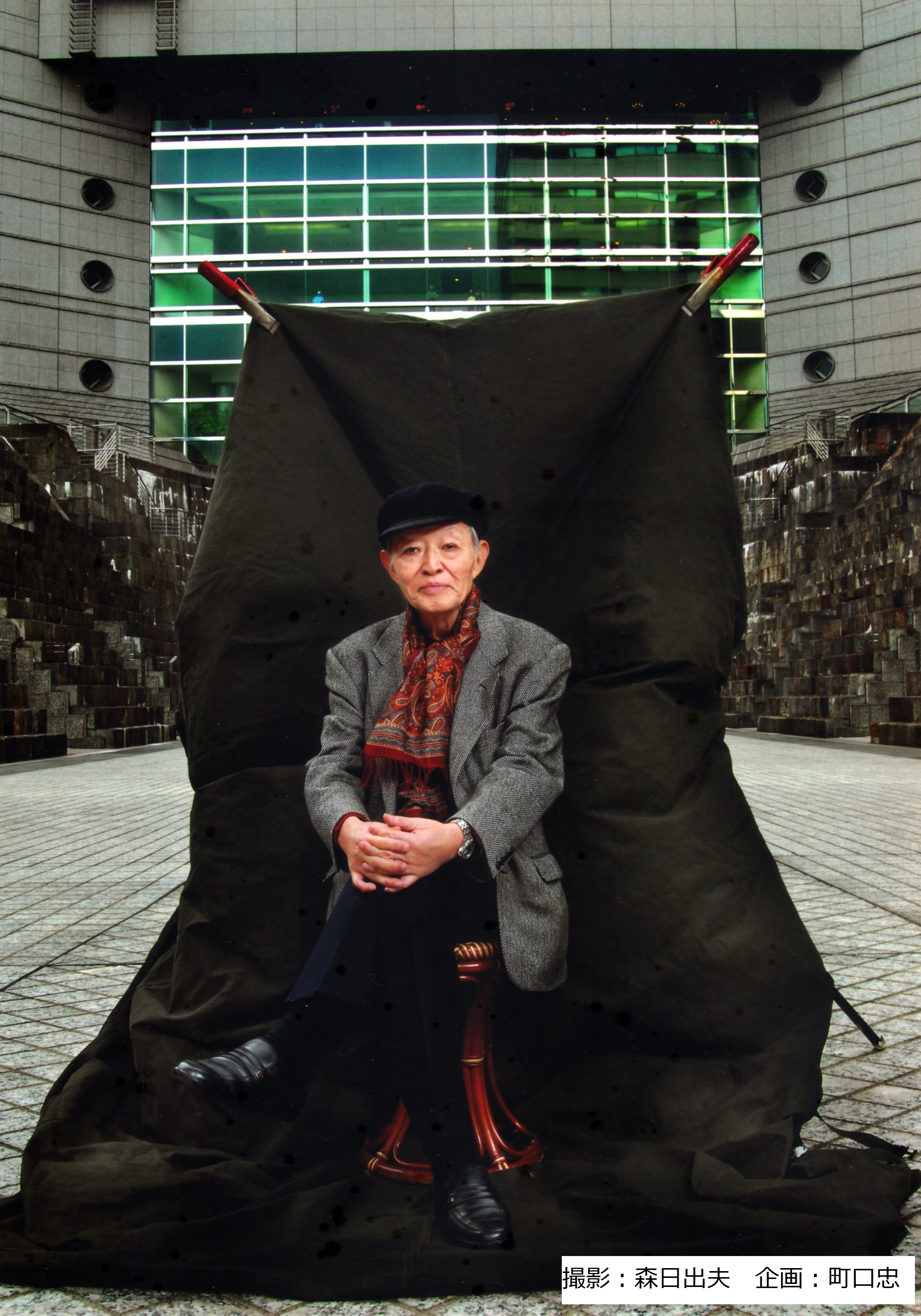
田村明ドックガーデン写真（2008年当時）

田村 明（たむら あきら、1926年7月25日 - 2010年1月25日）は、日本の地域政策プランナー。法政大学名誉教授。

## 来歴・人物
無教会系キリスト教の家庭に生まれる。東京府青山師範学校附属小学校、都立第一中学、旧制静岡高等学校を経て、東京大学工学部と法学部を合わせて3度（工学部建築学科、法学部法律学科（旧制）、法学部第3類（政治コース））卒業。工学博士（東京大学・1981年）（論文名『宅地開発における開発指導要鋼の成立過程とその基礎的都市環境整備への効果に関する総合的研究』）。
東大法学部法律学科在学中に国家公務員六級職試験を建築職と行政職で受験し、行政職を25番目で合格。鉄道が好きだったこともあり、運輸省に入省。大臣官房観光部計画課に配属。運輸省を1年半で退職し、再び国家公務員六級職試験を受け、法律職を11番目、行政職を12番目でそれぞれ合格。大蔵省、農林省などで勤務したが、官庁の権威主義的な体質と合わず、民間で勤務することを決心したという。
不動産事業（日本生命本店不動産部不動産課次長）、都市コンサルタント（浅田孝主宰の環境開発センター）を経て、コンサルタント時代に、戦災と接収で疲弊した上に郊外部で急激な人口増加が始まった横浜市の骨格を変えるため、『横浜市将来計画に関する基礎調査報告書』と題する、その後「六大事業」と呼ばれた都市計画の案を提出した相手である横浜市（飛鳥田一雄市長）に誘われて横浜市役所企画調整室企画調整部長・技師になる。1971年から企画調整局長となり、また1975年から技師のトップである技監に就任し局長と兼務した。田村は、それまでのバラバラな自治体組織を企画調整局により横断的に一体化し、自立した自治体による総合的な都市づくりを標榜した。
横浜市役所時代は、コントロール（土地利用・建築等の規制誘導）・プロジェクト（主要な都市計画上の事業等）・アーバンデザイン（都市空間の質に関わる調整業務）の三本柱を総合化して、都市づくりの総合プロデュースを進めた。また、高速道路の地下化、港北ニュータウンなどの横浜市六大事業や横浜スタジアム建設などを推進した。また、同スタジアムの多目的スタジアム化を立案し、株式会社化を提唱した人物でもある。
その実績と知名度、行動力、指導力、そして飛鳥田の全面的な信頼を受けていたことから、一部では横浜市の田村天皇とも囁かれた。
飛鳥田の国政転進（日本社会党委員長に就任）後、法政大学の松下圭一に誘われて同大学法学部教授に転任。2年目から松下の後を引き継いで都市政策を担当した（松下は、2006年現在杉田敦が担当する「政治理論」に担当替え）。
1997年3月に法政大学を定年で退任、名誉教授。また、早稲田大学客員教授、財団法人横浜市政調査会理事長、自治体学会代表幹事、パブリックアート・フォーラム代表幹事などを務めた。
2000年、日本建築学会より日本建築学会大賞を受賞。
2010年1月25日午後10時15分、心不全のため静岡県の病院で死去、83歳。葬儀は無教会式で執り行われた。

## 著作

### 単著
- 『都市を計画する』（岩波書店, 1977年）
- 『環境計画論』（鹿島出版会, 1980年）
- 『都市ヨコハマをつくる：実践的まちづくり手法』（中公新書, 1983年）
- 『都市の個性とはなにか：都市美とアーバンデザイン』（岩波書店, 1984年）
- 『まちづくりの発想』（岩波新書, 1987年）
- 『都市ヨコハマ物語』（時事通信社, 1989年）
- 『江戸東京まちづくり物語』（時事通信社, 1992年）
- 『現代都市読本』（東洋経済新報社, 1994年）
- 『美しい都市景観をつくるアーバンデザイン』（朝日選書, 1997年）
- 『まちづくりの実践』（岩波新書, 1999年）
- 『自治体学入門』（岩波書店, 2000年）
- 『まちづくりと景観』（岩波新書, 2005年）
- 『「市民の政府」論：「都市の時代」の自治体学』（生活社, 2006年）
- 『都市プランナー田村明の闘い - 横浜〈市民の政府〉をめざして』（学芸出版社, 2006年）

### 編著
- 『自治体の政策形成』（学陽書房, 1989年）

### 共編著
- （森啓）『文化行政とまちづくり』（時事通信社, 1983年）
- （渡辺保男）『地方自治体21世紀に向けて：ローカルガバメントの発想』（総合労働研究所, 1984年）
- （村瀬誠・森啓）『自治体における政策研究の実践：ローカル・ガバメントの展望を拓く』（総合労働研究所, 1986年）

### 訳書
- ハーベイ・S.パーロフ編『人間環境都市』（監訳, 鹿島研究所出版会, 1971年）
- ハンス.B.C.スピーゲル編『市民参加と都市開発』（鹿島出版会, 1975年）
- デビッド・マコーレイ『アンダーグラウンド：都市の地下はどうつくられているか』（岩波書店, 1981年）
- ロス・ハワード, マイケル・パーレイ『酸性雨』（監訳, 新曜社, 1986年）

### 注略
1. ↑  小学生時代は田村と、宮脇俊三、奥野健男の3人がそれぞれ仲が良く、東海道本線の駅名を暗唱し合うなどしたという。